# Michael Harder
Michael Lang Harder er en dansk vandpolospiller fra Svømmeklubben Frem i Odense. Michael Harder har vundet 18 danske mesterskaber og er kaptajn på klubbens bedste hold. Senest vandt Michael Harder det danske mesterskab i 2017. Michael Harder er lillebror til en anden kendt Frem-spiller, Torben Harder, der har vundet 24 danske mesterskaber i vandpolo.
Michael Harder har også spillet på det danske vandpololandshold.